# 南北大道北段
南北大道北段，或亚罗士打－槟城大桥－吉隆坡路线，是马来西亚最长南北大道的北段路线，与南北大道南段连接，并往北延伸，纵贯马来西亚半岛中、北部四个州：雪兰莪，霹雳，槟城和吉打。

## 时速限制
南北大道大部分路段的最高时速限制为每小时110公里（每小时68英里）。北段路线当中，有标示较低最高时速限制的包括：
- 驶近任何收费站时，速度为每小时60公里（每小时37英里）
- 从黑木山到日得拉北区，由于南北大道与联邦1号公路共线，限制每小时90公里（每小时56英里）；
- 从双溪赖至柔府的槟城免路费区，由于位于人口稠密区，限制每小时90公里（每小时56英里）；
- 瓜拉江沙和九洞之间，高速公路路段上坡、穿过隧道和下坡时，限制每小时80公里（每小时50英里）；
- 九洞和怡保之间，主要車道限速每小时90公里（每小时56英里），輔助車道（英语：Local–express_lanes）限速每小时70公里（每小时43英里）；
- 务边和打巴之间，穿过椰壳洞的路段，每小时90公里（每小时56英里）。

南北大道没有标示最低速度限制，如同其他高速公路，南北大道禁止于路中停车。